# Tragosoma chiricahuae
Tragosoma chiricahuae là một loài bọ cánh cứng trong họ Cerambycidae.